# Municipio de Readington
El municipio de Readington (en inglés: Readington Township) es un municipio ubicado en el condado de Hunterdon en el estado estadounidense de Nueva Jersey. En el año 2010 tenía una población de 16.126 habitantes y una densidad poblacional de 130,26 personas por km².

## Geografía
El municipio de Readington se encuentra ubicado en las coordenadas 40°34′42″N 74°46′48″O / 40.57833, -74.78000.

## Demografía
Según la Oficina del Censo en 2000 los ingresos medios por hogar en el municipio eran de $95,356 y los ingresos medios por familia eran $106,343. Los hombres tenían unos ingresos medios de $66,778 frente a los $48,385 para las mujeres. La renta per cápita para la localidad era de $41,000. Alrededor del 1.6% de la población estaba por debajo del umbral de pobreza.